# اونینگن
اونینگن (به آلمانی: Öhningen) یک شهر در آلمان است که در کونشتانتس واقع شده‌است. اونینگن ۳٬۶۹۹ نفر جمعیت دارد.

## خواهرخوانده
شهر Mérinchal خواهرخواندهٔ اونینگن هست.